# Chiesa dei Santi Vito e Modesto (Polesine Zibello)
La chiesa dei Santi Vito e Modesto è un luogo di culto cattolico dalle forme barocche situato in via Roma a Polesine Parmense, frazione di Polesine Zibello in provincia di Parma e diocesi di Fidenza; è sede di una parrocchia compresa nel vicariato della Bassa Parmense.

## Storia
L'originaria chiesa di San Vito del borgo di Polesine di San Vito fu costruita in epoca medievale e fu nominata per la prima volta nella bolla emanata dal papa Eugenio IV il 9 luglio del 1436.
L'edificio, dipendente dalla collegiata di San Bartolomeo Apostolo di Busseto, crollò nel corso del XV secolo a causa dell'erosione da parte delle acque del Po.
Il luogo di culto fu successivamente ricostruito, ma fu nuovamente demolito dalle acque del vicino fiume nel 1720.
I lavori di riedificazione del tempio in una posizione più sicura furono subito avviati per volere del marchese di Polesine Vito Modesto Pallavicino e furono conclusi quattro anni dopo; la chiesa barocca, reintitolata ai santi Vito e Modesto in onore del committente, fu solennemente consacrata dal vescovo di Fidenza Gherardo Zandemaria il 27 ottobre del 1724.
La chiesa fu elevata al rango di arcipretura nel 1753, con giurisdizione su un vasto territorio, in seguito ridotto, comprendente anche alcune località oltre il fiume Po.
L'edificio è chiuso dal novembre 2022 a causa di problematiche strutturali.

## Descrizione

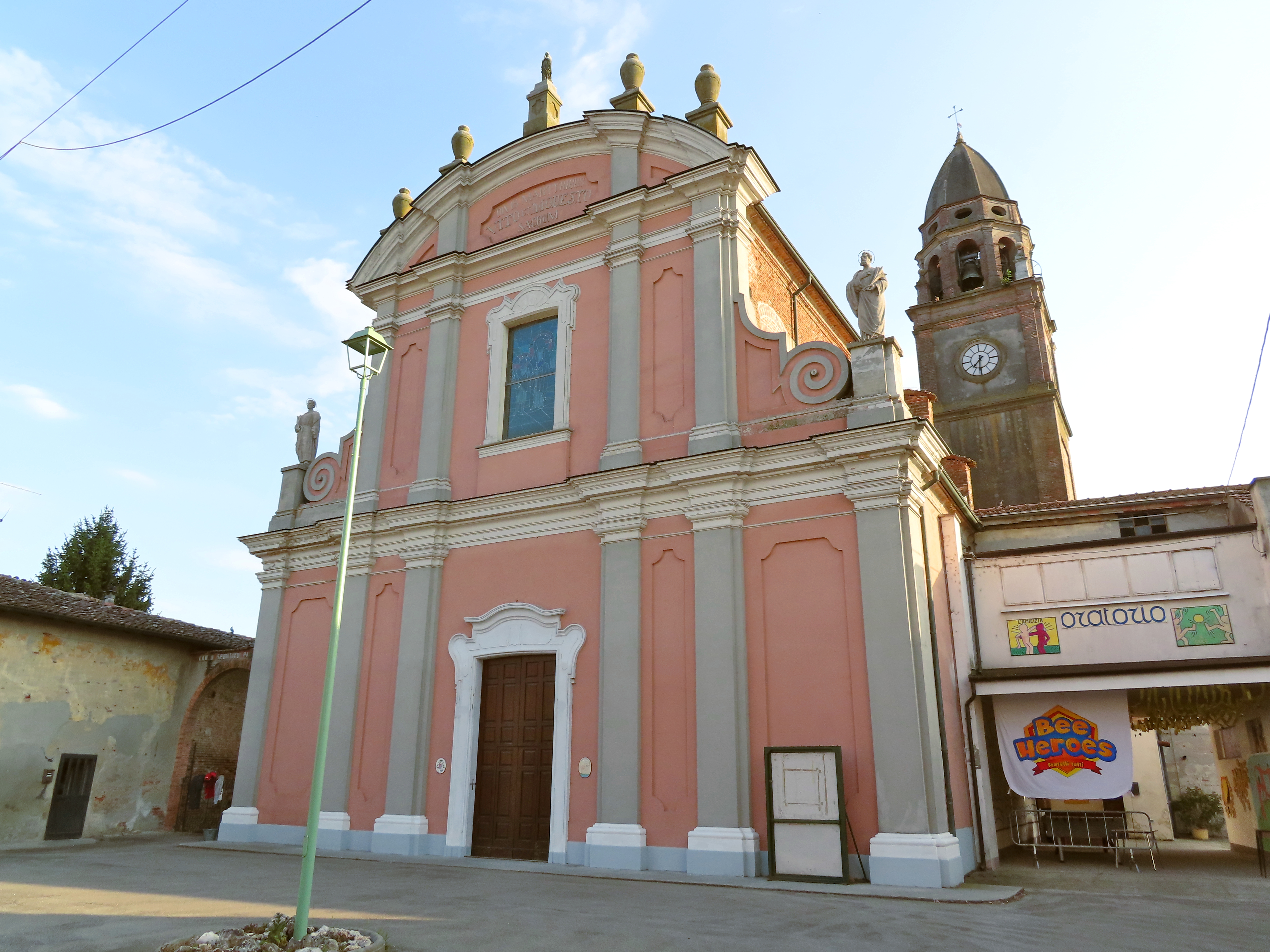
Facciata e lato nord-ovest

La chiesa si sviluppa su un impianto a navata unica affiancata da tre cappelle per lato, con ingresso a est e presbiterio absidato a ovest.
La simmetrica facciata a salienti, interamente intonacata, è suddivisa orizzontalmente in due parti da un alto cornicione modanato. Inferiormente il prospetto è scandito in cinque parti da sei lesene binate coronate da capitelli dorici; nel mezzo è collocato l'ampio portale d'ingresso, delimitato da una cornice modanata sormontata da un frontone mistilineo; ai lati gli spazi sono decorati con specchiature rettangolari con angoli smussati. Superiormente la porzione centrale è tripartita da quattro lesene binate doriche, che si elevano in continuità con quelle sottostanti; nel mezzo si apre un finestrone rettangolare con cornice modanata sormontata da un frontone mistilineo; gli spazi laterali sono ornati con due specchiature; alle estremità si stagliano due grandi volute che si concludono in altrettanti piedistalli su cui poggiano le statue di due santi. In sommità si eleva sopra all'architrave modanato il frontone circolare, spezzato da due lesene binate e decorato internamente con specchiature; a coronamento si ergono cinque pilastrini su cui poggiano quattro vasi e, al centro, una statua.
I fianchi, rivestiti in laterizio, sono suddivisi da contrafforti, che scandiscono quattro grandi finestre rettangolari. Al termine del lato destro si eleva su tre ordini, decorati con lesene sugli spigoli, il campanile; in sommità si erge tra quattro pinnacoli la lanterna a pianta ottagonale, contenente la cella campanaria affacciata sulle otto fronti attraverso ampie monofore ad arco a tutto sesto; a coronamento si staglia la guglia a base ottagonale.
All'interno la navata, coperta da tre campate di volte a crociera, è affiancata da una serie di lesene coronate da capitelli dorici, a sostegno del cornicione perimetrale modanato in aggetto; da ogni lato si affacciano attraverso ampie arcate a tutto sesto le cappelle laterali, chiuse superiormente da volte a crociera.
In fondo sulla destra è collocato il pulpito ligneo tardo-rinascimentale, costruito nel 1665 per la precedente chiesa di San Vito per volere dei marchesi Girolamo e Vittoria Pallavicino.
Il presbiterio, coperto da una volta a crociera decorata con affreschi, ospita l'altare maggiore barocco in legno dorato; sulla sinistra è collocato l'organo realizzato da Angelo Cavalli nel 1882, in seguito restaurato nel 1935 da A. Bavelli e ampliato nel 1957 da Armando Pasta. L'abside è chiusa superiormente dal catino affrescato; sul fondo si staglia, all'interno di una cornice lignea dorata, la pala raffigurante la Madonna col Bambino e i santi Vito e Modesto, eseguita dalla scuola del Parmigianino.
La chiesa conserva vari dipinti settecenteschi di scuola bolognese oltre a un fonte battesimale in marmo rosso di Verona risalente al XVI secolo.